# Philip Kotler
Philip Kotler (n. 27 mai 1931, Chicago, Illinois, SUA) este fondatorul „managementului marketingului” modern, profesor de marketing internațional la Școala Superioară de Management J. L. Kellogg, din cadrul Universității din Northwestern, SUA. Este licențiat în economie al Universității din Chicago și doctor în economie la Institutul de tehnologie din Massachusetts. A fost selecționat de către revista Financial Time ca fiind al 4-lea Guru al managementului din toate vremurile, după Jack Welch, Bill Gates și Peter Drucker, și a fost numit de către Centrul European de Management (Management Central Europe) ca fiind „cel mai mare expert mondial în practici de strategii de piață”.
Dr. Philip Kotler este autorul a multor lucrări de specialitate precum: Principiile Marketingului, Managementul Marketingului: analiză, planificare, implementare și control, și multe sute de articole pentru cele mai importante publicații de profil, subiecte care tratează acest subiect sensibil numit Marketing. Este unicul „triplu” câștigător al premiului Alpha Kappa Psi (AKP) pentru cel mai bun articol al anului apărut în revista Journal of Marketing.
Dr. Philip Kotler a fost premiat de multe asociații și organisme, primind multe premii și distincții. Printre acestea se numără premiul „Paul D. Converse” acordat de Asociația Americană de Marketing (AMA) pentru „contribuții remarcabile aduse științei marketingului” precum și premiul „Stuart Henderson Britt” pentru „Marketerul anului”.
Kotler a fost unul dintre primii câștigători desemnați pentru două premii foarte importante: titlul de „Profesor de marketing emerit al anului” acordat de Asociația Americană de Marketing (AMA), și premiul „Philip Kotler” înmânat de Academia pentru Marketingul Serviciilor de Sănătate „pentru excelență în marketingul serviciilor de sănătate”. De asemenea, a primit și premiul „Charles Coolidge Parlin”, care onorează în fiecare an o personalitate de frunte din domeniul marketingului.
În anul 1995 a primit premiul „Profesor de marketing emerit al anului”, din partea prestigioasei Asociaiții Internaționale a Directorilor de Vânzăre și Marketing. Dr. Kotler a ocupat fotoliul de președinte al Colegiului de Marketing din cadrul Institutului de Științe ale Managementului (TIMS), și cel de director al Asociației Americane de Marketing (AMA). A primit titlul de doctor honoris causa din partea Universității DePaul, a Universității Zurich și a Universității de Economie și Științe ale Afacerilor din Atena.
Numeroase companii mari, atât americane, cât și străine, au apelat și apelează la serviciile sale de consultanță pentru strategii de marketing. Este autorul a 25 de cărți de specialitate.
„Cărți scrise de Philip Kotler - traduse în limba română”
Conform lui Kotler ISBN 973-87488-6-0 Nr. Pagini: 224, Editura: BrandBuilders
Cartea aduce în prim plan gândirea revoluționară a unuia dintre cei mai apreciați experți pe probleme de marketing din lume, Philip Kotler. Lucrarea extrage esența înțelepciunii și a anilor de experiență în domeniu ai acestui guru pe probleme de marketing, sub forma unor întrebări și răspunsuri extrem de accesibile. Autorul răspunde în această carte la o serie de întrebări care i-au fost puse de-a lungul carierei sale de către clienți, studenți, oameni de afaceri și ziariști, întrebări ce vizează probleme de tipul: procesele-cheie din cadrul marketingului și importanța lor, abilitățile necesare oamenilor de marketing pentru a avea succes, piețele și marketingul, strategia de marketing, instrumentele de marketing, planificarea, organizarea, controlul, domeniile de aplicare și nu în ultimul rând excelența în marketing.
Marketing de la A la Z ISBN: CDCS-2 Nr. Pagini: 216, Editura: Codecs
Sunt prezentate 80 de concepte pe care trebuie să le cunoască orice manager. Acest depozitar de cunoștințe specializate este un antidot eficace pentru cei care au uitat abecedarul în materie de marketing și un prețios itinerar cu repere clare pentru cei aflați în căutarea unei mentalități de marketing. Aici găsiți tot ce trebuie să știți despre locul în care se află marketingul azi și locul spre care se îndreaptă mâine.
Kotler despre marketing - Cum sa creăm, cum să câștigăm și să dominăm piețele ISBN 973-86481-1-4, Nr. Pagini:250, Editura: BrandBuilders
„Kotler despre marketing” ne oferă un esențial, mult așteptat ghid de marketing pentru manageri, proaspăt scris pe baza conferințelor de mare succes ale autorului, susținute în toată lumea, despre marketingul noului mileniu. Datorită analizelor profunde ale lui Kotler vă veți putea actualiza toate cunoștințele despre noile provocări și oportunități oferite de hipercompetiție, globalizare și Internet. Veți mai putea găsi sfaturile înțelepte ale lui Kotler, care au ajutat atâtea corporații, cum ar fi: AT&T, General Electric, Ford, IBM, Michelin, Merck, DuPont și Bank of America. Poate mai important este faptul că această carte poate fi citită ca un discurs penetrant, de lungimea unei cărți, discurs susținut pe baza celor 14, cele mai frecvente întrebări ale managerilor puse de-a lungul celor 20 de ani în care Kotler a susținut conferințe în toată lumea. „Kotler despre marketing” răspunde la întrebări cum ar fi: 1. Cum putem observa și alege segmentele de piață potrivite? 2. Cum putem să facem ca oferta noastră să difere de cea a concurenței? 3. Cum ar trebui să răspundem cumpărătorilor noștri care ne presează să coborâm prețurile? 4.Cum putem să intrăm în competiție cu firme din străinătate, care ne concurează prin costuri mai mici și prin prețuri mai mici? 5. Cât de departe putem merge în individualizarea produselor noastre? 6. Care sunt cele mai importante căi de creștere a unei afaceri? 7. Cum putem construi mărci mai puternice? 8. Cum putem reduce costurile de achiziție a cumpărătorilor? 9. Cum putem să ne păstrăm cumpărătorii fideli pentru mai multă vreme? 10. Cum putem să ne dăm seama care cumpărător este mai important? 11. Cum putem măsura rezultatul obținut în urma publicității, a promoțiilor și a relațiilor publice? 12. Cum putem îmbunătăți productivitatea forței de vânzare? 13. Cum putem stabili mai multe canale de distribuție și totuși să le menținem în relații bune? 14. Cum putem să convingem și celelalte departamente să fie mai orientate spre cumpărător?
10 păcate capitale de marketing - semne și soluții ISBN: CDCS-32 Nr. Pagini: 163, Editura: Codecs
În ziua de azi, marketingul pare să nu mai dea rezultatele de odinioară. Rata cu care eșuează produsele nou lansate pe piață este de-a dreptul dezastruoasă. De ce? Philip Kotler identifică cele mai mari zece greșeli comise până în prezent în practica de marketing, greșeli pe care le numește „păcate capitale”. Fiecare păcat capital de marketing este comentat în câte un capitol, alături de simptomele pe care le produce companiei și de câteva sugestii care s-ar putea dovedi soluții salvatoare. Philip Kotler nu oferă rețete rapide, ci remedii bine gândite, cu efect durabil.
Principiile marketingului (Ediția a 3-a) ISBN 973-601-399-5 Nr. Pagini: 1088, Editura: Teora
Philip Kotler și Gary Armstrong formează una dintre cele mai competente echipe de autori pentru realizarea unui manual introductiv de marketing. Domnul profesor Kotler este una dintre autoritățile de frunte ale lumii în materie de marketing. Domnul profesor Armstrong este un cadru universitar distins cu multe premii, care predă în fața studenților la facultăți de economie a afacerilor. Împreună, cei doi reușesc să facă din universul complex al marketingului o experiență practică, accesibilă și extrem de interesantă.
Un mesaj din partea autorilor cărții
„Iată o noua ediție a Principiilor marketingului! Noi, autorii, ne straduim să vă aducem cu fiecare nouă ediție a cărții cele mai recente și mai prestigioase perspective ideatice asupra fascinantului univers al marketingului. În debutul ediției de față, am vrea să zăbovim o clipă pentru a vă mulțumi, dumneavoastră și celorlalte milioane de studenți și profesori care au folosit acest manual de-a lungul anilor. Fără dumneavoastră, n-ar fi putut deveni niciodată best-seller-ul cu care ne putem mândri astăzi! Vă mulțumim! 
Scopul pe care l-am urmărit cu această nouă ediție a fost acela de a vă oferi mai multă putere elocventă. Inainte de a porni „la drum”, am vrea să vă explicăm pe scurt ce înțelegem prin noțiunea de „ediție mai elocventă”. În primul rând, această nouă ediție pornește de la o temă elocventă: marketingul este știința și arta de a crea și gestiona relații profitabile cu clienții. Marketerii însă nu pot face acest lucru singuri, ci trebuie să știe și cum să întrețină relații bune cu partenerii din interiorul și exteriorul firmei, lucrând împreună pentru a intra în conexiune cu clienții. În această nouă ediție vom defini mai întâi cadrul conceptual al creării relațiilor cu clienții și partenerii, în materia primelor două capitole, dezvoltând apoi diversele aspecte ale acestei tematici în toate celelalte capitole ale cărții.
Pe lângă cadrul conceptual consolidat al relațiilor cu clienții, am pus accent și pe alte trei tematici elocvente. În primul rând, vom trata mai pe larg tema creării unor mărci puternice și a unui capital de piață al mărcii. La urma urmei, relațiile profitabile cu clienții se clădesc pe existența unor mărci puternice. Mai departe, subliniem importanța desfășurării unui marketing responsabil social peste tot în lume. Pe măsură ce distanțele devin tot mai mici între oameni și locuri, marketerii trebuie să se arate tot mai buni în a-și promova mărcile la nivel global și în moduri care să fie responsabile social peste tot în lume. În fine, ne-am îngrijit să vă oferim ultimele noutăți în materie de valorificare a tehnologiei de marketing în noua eră digitală. Am adăugat un capitol nou, „Marketingul în era digitală”, precum și un volum considerabil de informații noi despre inovații digitale în toate capitolele cărții.”
Managementul marketingului ediția a III a ISBN 973-601-365-0 Nr. Pagini: 1112, Editura: Teora
Marketingul locurilor ISBN: Nr. Pagini: 348, Editura: Teora
Marketing lateral ISBN: CDCS-30 Nr. Pagini: 223,Editura: Codecs
Marketing lateral: Autori Philip Kotler și Fernando Trias de Bes. Într-o economie de consum supra-saturată, cu produse omogene și consumatori imuni la mesajele promoționale, marketingul vertical tradițional - întemeiat pe segmentarea pieței și proliferarea mărcilor - nu prea mai dă roade. Philip Kotler și Fernando Trias de Bes ne prezintă un nou mod de abordare a oportunităților de piață, marketingul lateral, care ne furnizează o rută alternativă în generarea ideilor pentru piață, ajutându-ne să inventăm produse cu totul noi, pentru un public mult mai larg. Cartea definește cadrul conceptual al marketingului lateral și oferă un mare număr de exemple de produse noi, care au avut succes pe piețe afectate de hiperconcurență, fiind concepute într-un proces creativ care scapă din limitele tradiționale.
Fernando Trias de Bes este fondator și partener la firma Salvetti & Lombard, specializată în consultanță și cercetare de marketing la nivel internațional, având printre clienți companiile PepsiCo, Sony, Hewlett-Packard, McKinsey & Co, Nestlé și Danone. Trias de Bes este și consultant în probleme de inovații de marketing și profesor asociat la catedra de marketing a Școlii de Afaceri ESADE din Barcelona.